# ريتشارد جود
ريتشارد جود (بالإنجليزية: Richard Judd)‏ هو لاعب اتحاد الرغبي نيوزيلندي، ولد في 18 مايو 1992.